# 巴登家族
巴登家族（德語：Haus Baden）是德國的一個貴族，屬於哲林根王朝的分支，起源自德國南部布賴斯高地區。

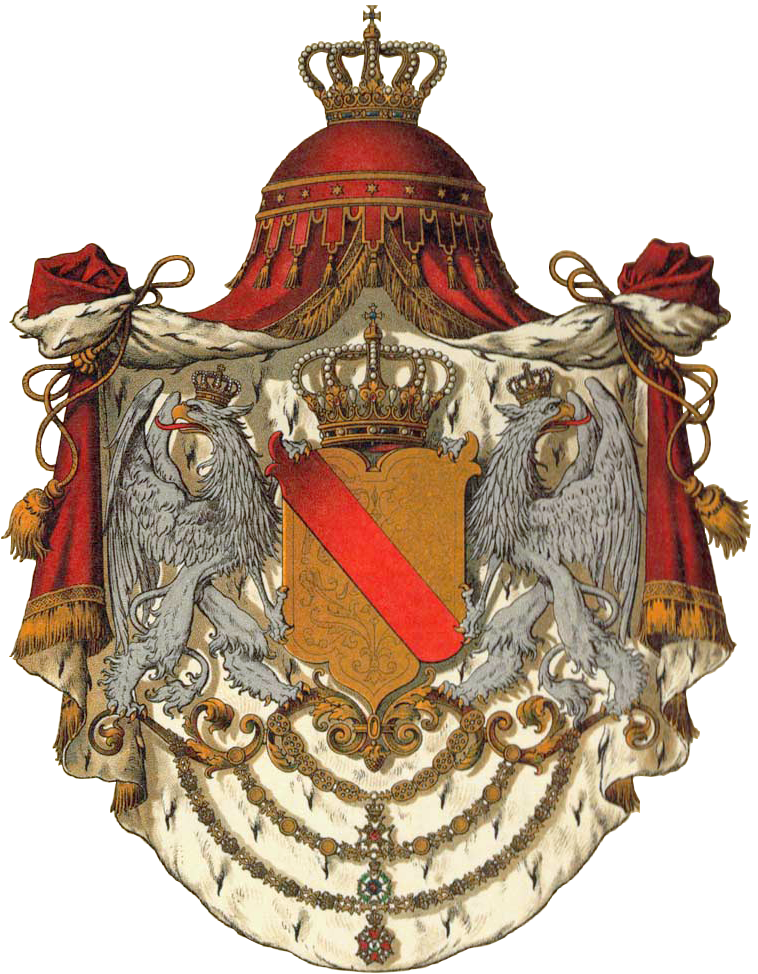

## 家族歷史
1112年，赫爾曼二世於今日的巴登-巴登建立了霍亨巴登城堡，並成為第一位巴登藩侯。1515年巴登藩侯克里斯托夫一世去世，他的三個兒子成為共治藩侯；1533年尚存活的兩個兒子瓜分了領地：哥哥伯恩哈德獲得巴登-巴登，弟弟恩斯特獲得巴登-杜拉赫。巴登-巴登一系於1771年絕嗣，巴登-杜拉赫的卡爾·腓特烈成為統一的巴登藩侯，後於1806年成為新建立的巴登大公國第一任大公。